# Биркенмайер, Александр
Александр Биркенмайер (пол. Aleksander Birkenmajer, полное имя Aleksander Ludwik Birkenmajer; 1890—1967) — польский учёный, профессор Ягеллонского и Варшавского университетов.

## Биография
Родился 8 июля 1890 года в Чернихуве, близ Кракова, в Царстве Польском, в семье астронома и историка науки Людвика Биркенмайера и его жены Софии Карлинской. Его брат Юзеф был поэтом и переводчиком, его племянник Кшиштоф стал геологом, членом Польской академии наук.
Александр получил начальное образование в школе и гимназии в Чернихуве, в 1908 году с отличием сдал выпускной экзамен в Научно-образовательном институте отцов-иезуитов в Хырове (вместе с ним учились дипломат Леон Коппенс, политик Станислав Лось, промышленник Казимеж Папара). В 1908—1912 годах Биркенмайер изучал филологию, физику, математику и исторические науки в Ягеллонском университете в Кракове. Здесь же в 1914 году он защитил докторскую степень на основе работы «Henri Bate z Mechlinu, astronom i filozof wieku XIII, a przypisywana mu „Krytyka tablic króla Alfonsa“» под руководством учёного Владислава Натансона. Ещё будучи студентом, Александр работал в астрономической обсерватории Ягеллонского университета.
С 1919 года Александр Биркенмайер был связан с Ягеллонской библиотекой: сначала работал старшим библиотекарем, а 1924 года заведовал отделом рукописей и старопечатной графики. После своего труда «Renesans nauk matematycznych i przyrodniczych w wiekach średnich» он стал в 1929 году доцентом и заведующим кафедрой истории точных наук Ягеллонского университета. С 1937 года являлся доцентом кафедры библиотечного дела. В 1938 году стал профессором.
После начала Второй мировой войны, в ноябре 1939 года он был заключен в концлагерь Заксенхаузен. Освобождённый осенью 1940 года, он вернулся к работе в Ягеллонской библиотеке в качестве обычного библиотекаря, пытался спасти и сохранить её коллекции во время войны. В библиотеке Александр Биркенмайер проработал до середины 1944 года, когда был освобожден от должности из-за исчезновения рукописей, предназначенных для отправки в нацистскую Германию. После окончания стал директором библиотеки Познанского университета (1945—1947), затем вернулся в библиотеку Ягеллонского университета уже в качестве её директора, находился на этой должности по 1951 год.
В 1951 году Биркенмайер перешёл на работу в Варшавский университет, здесь стал профессором и заведующим кафедрой библиотековедения. В 1960 году он вышел на пенсию.
Александр Биркенмайер был одним из организаторов будущего Института истории науки Польской академии наук. В 1954—1966 годах он вел в нём секцию истории математических, физико-химических и геолого-географических наук в отделе истории науки и техники и возглавлял учёный совет этого отдела.
Умер 30 сентября 1967 года в Варшаве и был похоронен на Раковицком кладбище.
Был награждён орденом Возрождения Польши, Крестом Заслуги, медалью «10-летия Народной Польши», знаком «Тысячелетия польского государства».